# Uruguay Open 2022 - Doppio
Rafael Matos e Felipe Meligeni Alves erano i detentori del titolo ma hanno scelto di non partecipare.
In finale Karol Drzewiecki e Piotr Matuszewski hanno sconfitto Facundo Díaz Acosta e Luis David Martínez con il punteggio di 6-4, 6-4.

## Teste di serie
1. Guido Andreozzi /  Guillermo Durán (semifinale)
2. Boris Arias /  Federico Zeballos (primo turno)

1. Facundo Díaz Acosta /  Luis David Martínez (finale)
2. Karol Drzewiecki /  Piotr Matuszewski (campioni)

## Wildcard
1. Wilson Leite /  Franco Roncadelli (primo turno)

1. Federico Aguilar Cardozo /  Joaquín Aguilar Cardozo (quarti di finale)

## Tabellone

### Legenda
| - Q = Qualificato - WC = Wild card - LL = Lucky loser | - ALT = Alternate - SE = Special Exempt - PR = Protected Ranking | - w/o = Walkover - r = Ritirato - d = Squalificato |

|  | Primo turno | Primo turno                         | Primo turno                    | Primo turno               | Primo turno               |  |  | Quarti di finale | Quarti di finale                    | Quarti di finale                    | Quarti di finale           | Quarti di finale        |   |      | Semifinali | Semifinali                         | Semifinali                         | Semifinali                              | Semifinali                              |   |   | Finale | Finale | Finale | Finale | Finale |  |
|  |             |                                     |                                |                           |                           |  |  |                  |                                     |                                     |                            |                         |   |      |            |                                    |                                    |                                         |                                         |   |   |        |        |        |        |        |  |
|  | 1           | G Andreozzi G Durán                 | G Andreozzi G Durán            | 6                         | 2                         |  |  |                  |                                     |                                     |                            |                         |   |      |            |                                    |                                    |                                         |                                         |   |   |        |        |        |        |        |  |
|  |             | M Echargui S Rodríguez Taverna      | M Echargui S Rodríguez Taverna | 0                         | 0r                        |  |  | 1                | G Andreozzi G Durán                 | G Andreozzi G Durán                 | 6                          | 6                       |   |      |            |                                    |                                    |                                         |                                         |   |   |        |        |        |        |        |  |
|  |             | J Domingues G Elias                 | J Domingues G Elias            | J Domingues G Elias       | w/o                       |  |  |                  | J Domingues G Elias                 | J Domingues G Elias                 | 4                          | 1                       |   |      |            |                                    |                                    |                                         |                                         |   |   |        |        |        |        |        |  |
|  |             | S Galdós M Trungelliti              | S Galdós M Trungelliti         | S Galdós M Trungelliti    |                           |  |  |                  |                                     |                                     |                            |                         |   |      | 1          | G Andreozzi G Durán                | 4                                  | 6                                       | [5]                                     |   |   |        |        |        |        |        |  |
|  | 4           | K Drzewiecki P Matuszewski          | K Drzewiecki P Matuszewski     | 6                         | 6                         |  |  |                  |                                     | 4                                   | K Drzewiecki P Matuszewski | 6                       | 0 | [10] |            |                                    |                                    |                                         |                                         |   |   |        |        |        |        |        |  |
|  |             | GA Olivieri M Zukas                 | GA Olivieri M Zukas            | 2                         | 2                         |  |  | 4                | K Drzewiecki P Matuszewski          | K Drzewiecki P Matuszewski          | 6                          | 6                       |   |      |            |                                    |                                    |                                         |                                         |   |   |        |        |        |        |        |  |
|  | WC          | W Leite F Roncadelli                | 4                              | 6                         | [9]                       |  |  | WC               | F Aguilar Cardozo J Aguilar Cardozo | F Aguilar Cardozo J Aguilar Cardozo | 1                          | 3                       |   |      |            |                                    |                                    |                                         |                                         |   |   |        |        |        |        |        |  |
|  | WC          | F Aguilar Cardozo J Aguilar Cardozo | 6                              | 3                         | [11]                      |  |  |                  |                                     |                                     |                            |                         |   |      | 4          | Karol Drzewiecki Piotr Matuszewski | Karol Drzewiecki Piotr Matuszewski | 6                                       | 6                                       |   |   |        |        |        |        |        |  |
|  |             | I Carou F Comesaña                  | I Carou F Comesaña             | 6                         | 6                         |  |  |                  |                                     |                                     |                            |                         |   |      |            |                                    | 3                                  | Facundo Díaz Acosta Luis David Martínez | Facundo Díaz Acosta Luis David Martínez | 4 | 4 |        |        |        |        |        |  |
|  |             | J Choinski M Houkes                 | J Choinski M Houkes            | 2                         | 2                         |  |  |                  | I Carou F Comesaña                  | I Carou F Comesaña                  | 4                          | 3                       |   |      |            |                                    |                                    |                                         |                                         |   |   |        |        |        |        |        |  |
|  |             | Bye                                 | Bye                            | Bye                       | Bye                       |  |  | 3                | F Díaz Acosta LD Martínez           | F Díaz Acosta LD Martínez           | 6                          | 6                       |   |      |            |                                    |                                    |                                         |                                         |   |   |        |        |        |        |        |  |
|  | 3           | F Díaz Acosta LD Martínez           | F Díaz Acosta LD Martínez      | F Díaz Acosta LD Martínez | F Díaz Acosta LD Martínez |  |  |                  |                                     |                                     |                            |                         |   |      | 3          | F Díaz Acosta LD Martínez          | F Díaz Acosta LD Martínez          | 6                                       | 6                                       |   |   |        |        |        |        |        |  |
|  | Alt         | G Villanueva D Wenger               | 64                             | 6                         | [10]                      |  |  |                  |                                     | PR                                  | G Pella C Ugo Carabelli    | G Pella C Ugo Carabelli | 1 | 2    |            |                                    |                                    |                                         |                                         |   |   |        |        |        |        |        |  |
|  | PR          | G Pella C Ugo Carabelli             | 7                              | 4                         | [12]                      |  |  | PR               | G Pella C Ugo Carabelli             | G Pella C Ugo Carabelli             | 6                          | 6                       |   |      |            |                                    |                                    |                                         |                                         |   |   |        |        |        |        |        |  |
|  |             | JI Galarza T Lipovšek Puches        | JI Galarza T Lipovšek Puches   | 6                         | 6                         |  |  |                  | JI Galarza T Lipovšek Puches        | JI Galarza T Lipovšek Puches        | 2                          | 2                       |   |      |            |                                    |                                    |                                         |                                         |   |   |        |        |        |        |        |  |
|  | 2           | B Arias F Zeballos                  | B Arias F Zeballos             | 3                         | 4                         |  |  |                  |                                     |                                     |                            |                         |   |      |            |                                    |                                    |                                         |                                         |   |   |        |        |        |        |        |  |